# ピグミーグラミー
ピグミーグラミー（学名：Trichopsis pumila）は、スズキ目ゴクラクギョ科に分類される魚。

## 分布
タイ、ラオス、カンボジア、インドネシア

## 形態
全長約4cm。淡褐色で側面に黒い帯、斑点がある。成熟すると全身に青系統に光る鱗が散在し、ヒレも同系色で光るようになる。

## 生態
淡水に生息し、水路や池などで、浮き草で覆われた淀みなどの低酸素環境に多く生息する。水面の浮草などに泡巣をつくり産卵する。 動物プランクトンなどを食べる。繁殖期のオスはクククッという音を出してメスにアピールしたり、他の個体を威嚇したりする。この行動は同じTrichopsis属のクローキンググラミーにも見られる。泡の巣を作り繁殖を行うバブルネストビルダー。 

## 人間との関係
ペットとして飼育されることもある。飼育は容易で、比較的きれいな水道水であれば特別な水質の調整を行わなくても飼育できる。